# Lancia Ypsilon
Lancia Ypsilon este o mașină de segment B (de la a patra generație, înainte segment A) fabricată și comercializată de Lancia, aflată în prezent la a patra generație și, din 2024, singurul model al mărcii.
În ciuda obscurității relative la nivel mondial și în Europa, Lancia Ypsilon este o ofertă populară în Italia. Între 1995 și 2019, Lancia a vândut peste 1,6 milioane de exemplare Y și Ypsilon numai în Italia. În 2023, în ciuda vârstei sale, cea de-a treia generație deținea cea mai mare cotă de piață din segmentul B din țară.

## Prima generație (1995-2003)

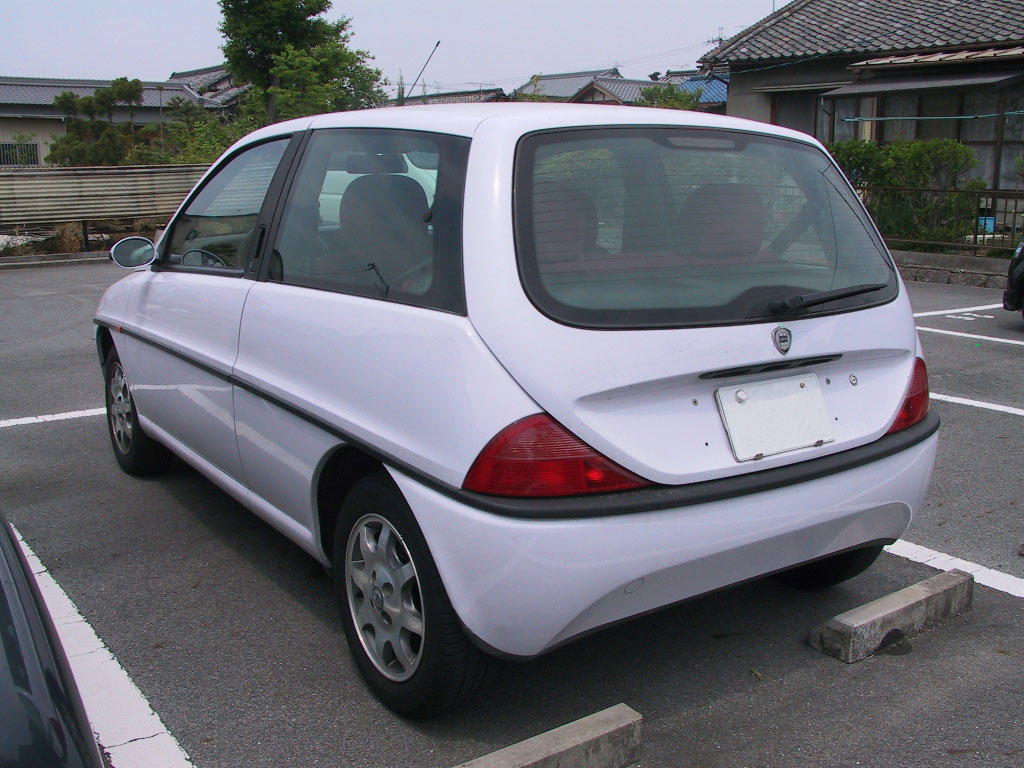
Partea din spate a Lancia Ypsilon, pre-facelift

Lancia Ypsilon sau Y (Tip 840) a fost proiectată de Enrico Fumia în 1992. A fost dezvoltată pe parcursul a 24 de luni, cu un cost de aproximativ 400 de miliarde de lire italiene și a fost prezentată la Roma în ianuarie 1996. Arcadele defineau mașina, repetând-se pe toate laturile acesteia. Lungimea este de 3,72 m, 33 cm mai lung decât Y10. Lancia Y a fost construită pe aceeași platformă ca Fiat Punto seria 176 (aceeași platformă ca și Barchetta), cu un ampatament scurtat și o configurație a suspensiei complet independentă: lonjeroane MacPherson în față și brațe oscilante în spate.
Principalele caracteristici ale modelului Lancia Y includ cinci locuri, un bord din plastic moale, accesorii și opțiuni precum 100 de nuanțe ale caroseriei din catalogul Lancia Kaleidoscope. O altă proprietate de design care a distins modelul Y a fost panoul de instrumente din centrul bordului, adoptat de Musa și Ypsilon mai târziu în 2003.

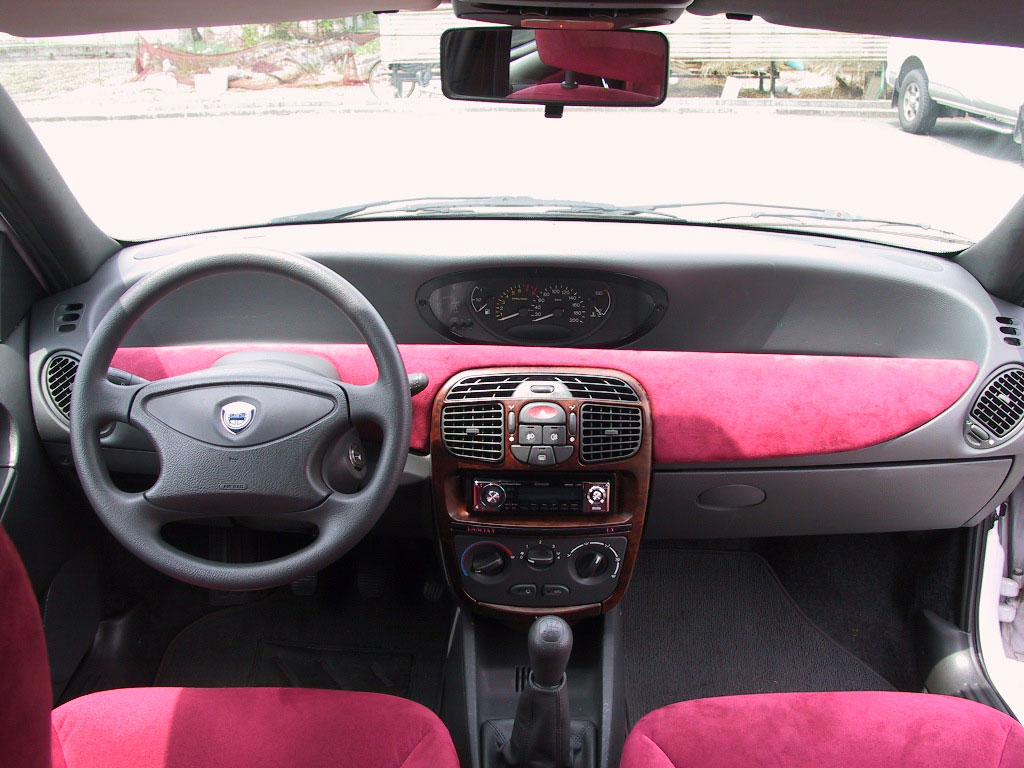
Interiorul Lancia Y cu Alcantara

Inițial, gama includea trei niveluri de echipare: LE, LS și LX. Ulterior a fost adăugată o ediție specială, Cosmopolitan. A fost creată prin colaborare cu revista, bazată pe versiunea LX. A fost vândută pe piața europeană.
Aerul condiționat era standard la LX și opțional la LS. LX oferea, de asemenea, un panou de instrumente îmbunătățit, cu turometru și un afișaj mai mare care afișa și temperatura exterioară.
Motoarele au făcut parte din seria FIRE care a debutat la modelul Y10 în 1985 și a fost utilizată ulterior la alte vehicule Fiat și Lancia. Acestea erau disponibile în cilindree de 1.108 și 1.242 cmc, cu opt supape într-un aranjament cu arbore cu came în chiulasă. Motorul de top 1.4 cu 12 supape „Pratola Serra” cu 80 PS (59 kW) a fost preluat de la Fiat Bravo/Brava. Având în vedere succesul limitat al motorului Pratola Serra, acesta a fost curând înlocuit de primul așa-numit motor SuperFIRE, cu patru supape pe cilindru și injecție multipunct de combustibil. Lancia Y a fost prima mașină care a primit această evoluție a sistemului FIRE.
Motorul SuperFIRE de 1.242 cmc dezvolta 86 PS (63 kW) la 6.000 rpm și un cuplu maxim de 113 Nm la 4.500 rpm.
Elefantino Rosso („Elefănțelul roșu”, care a fost simbolul mașinilor sport istorice Lancia HF ce au câștigat numeroase competiții de raliu) era versiunea sport a modelului Lancia Y și mașina soră a modelului Fiat Punto Sporting. Dispunea de un interior în Alcantara gri, scaune tot din Alcantara gri, accentuate cu inserții de material textil gri închis care amintesc de culoarea exterioară a mașinii, o consolă centrală, jante de 15" și oglinzi retrovizoare cu aspect de titan, volan și schimbător de viteze din piele gri cu cusături roșii, aer condiționat și o cutie de viteze cu raport mai scurt pentru o accelerație mai rapidă de la 0 la 100 km/h și, în treapta a 5-a, o suspensie coborâtă și rigidizată, cu bare de protecție mai mari și o servodirecție mai directă. Atingea o viteză maximă de 177 km/h și a fost singura mașină din gamă care a primit jante de 15" cu anvelope 195/50R15. Pentru cei care își doreau o călătorie mai discretă, confortabilă și luxoasă, modelele LX (cu interior furniruit de Alcantara și nuc) și LS erau disponibile și cu sistem SuperFIRE. Au reușit să atingă aceeași viteză maximă ca și versiunile „Pratola Serra”. Modelul 1.2 8V era disponibil cu o transmisie automată ECVT.
Revista italiană Quattroruote a testat „Ypsilon 16V LX” dincolo de utilizarea obișnuită în oraș și a lăudat rezervele sale excelente de putere, oferind în același timp confortul unei mașini demne de un preț mai mare. Modelul a avut un succes imediat, vânzându-se peste 42.000 de unități în primele două luni.

### 2000–2003

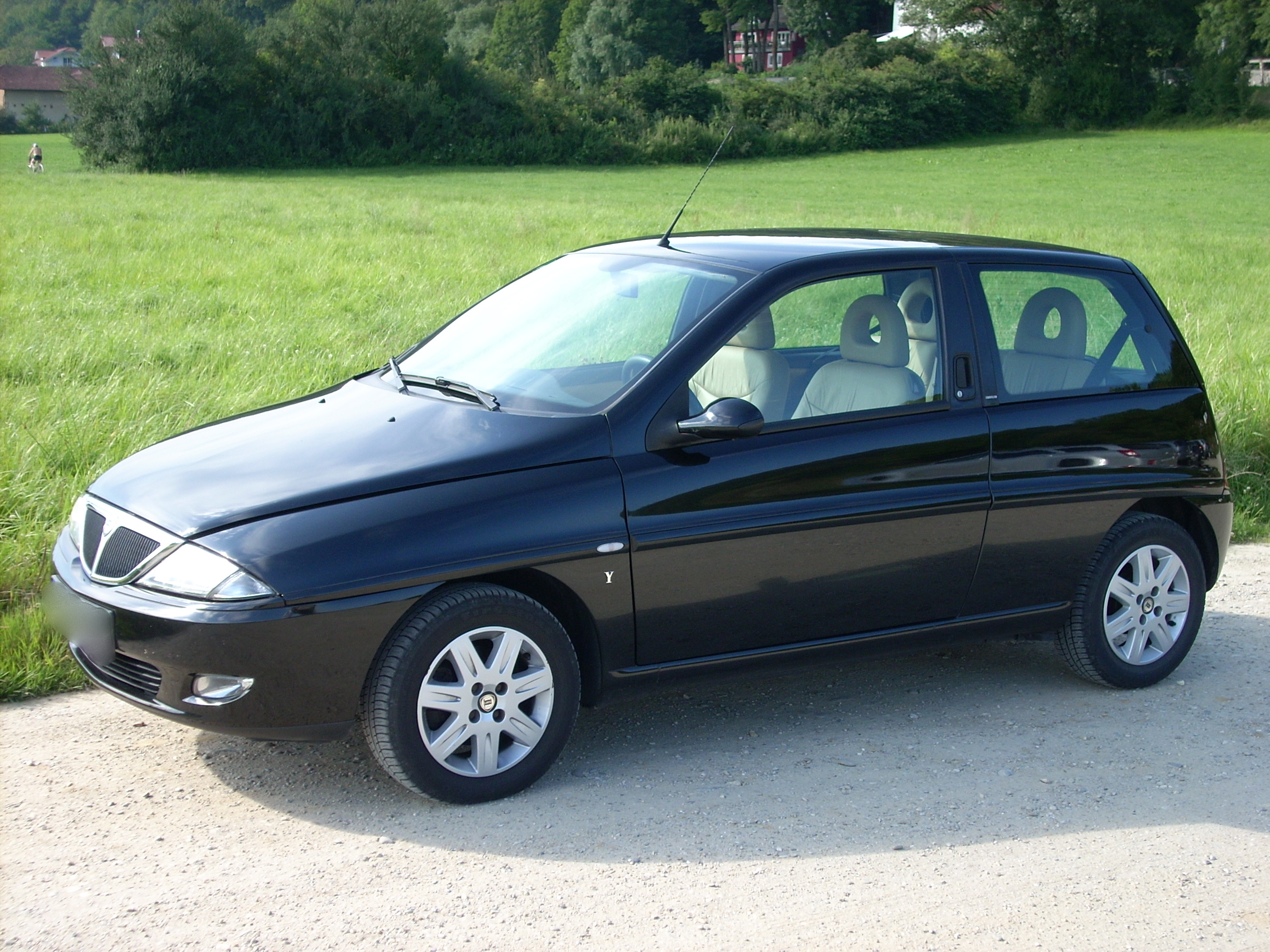
Lancia Y facelift din 2000

În octombrie 2000, exteriorul și interiorul au fost restilizate. Modificările exterioare au inclus o grilă nouă, mai mare, bare de protecție noi, stopuri noi, designuri noi ale capacelor roților și proiectoare de ceață noi. Moldurile laterale ale mașinii au devenit mult mai netede și în culoarea caroseriei. Cea mai semnificativă modificare internă a fost reprezentată de tetiere (în loc de scaune solide perforate), noile scaune și noul volan (similar cu cel de la Lancia Lybra). Materialul nu mai era disponibil cu „soft touch”, elementele reflectorizante de siguranță au fost eliminate de pe uși, butonul de climatizare a fost înlocuit cu o manetă, iar panoul de bord a fost făcut mai lizibil și mai modern, în special prin utilizarea afișajului LED. Lungimea mașinii a crescut ușor de la 3,72 metri la 3,74 metri.
Versiunile LX și Elefantino Rosso, care costau 15.060 € preț de listă,veneau cu dotări standard precum airbag-uri pentru șofer și pasager, aer condiționat, ABS, servodirecție, sistem radio/navigație Blaupunkt cu 6 difuzoare, banchetă spate divizată cu tetiere, interior din Alcantara, afișaj al temperaturii exterioare, oglinzi exterioare acționate electric, vopsite în culoarea caroseriei, panoul de bord era roșu în loc de verde, închidere centralizată cu telecomandă, geamuri electrice, scaun și volan reglabile, interior din piele cu cusături roșii (pe modelul Elefantino Rosso), proiectoare de ceață și jante din aliaj cu anvelope 185/60 R14 pentru LX și 195/50 R15 pentru Elefantino Rosso.
În anii următori, modelul a fost comercializat și cu alte versiuni speciale: DoDo, Vanity și Unica. Versiunile de 16v își reduc puterea cu 6 metric horsepower (4 kW) din cauza noilor standarde de poluare Euro 3. Emisiile au fost reduse printr-o livrare mai liniară, menținând în același timp și uneori chiar crescând consumul.
Lancia a redus puterea de la 60 PS la modelul de 1242 cmc, datorită adăugării sistemului de injecție secvențială multipunct de combustibil.
De asemenea, a eliminat cele 55 metric horsepower (40 kW; 54 CP)opțiunea motorului 1108, deoarece nu fusese încă adaptat la noua directivă Euro 3, lăsând motorul 60 metric horsepower (44 kW; 59 CP) 1.2 8V și 1.2 16V 80 metric horsepower (59 kW; 79 CP).
În septembrie 2003, după aproape nouă ani de carieră și puțin peste 804.600 de unități vândute, succesorul său, Lancia Ypsilon, a debutat, înlocuindu-l complet în anul următor.

### Motoare
| Versiune                      | Disponibilitate | Capacitate cilindrică | Putere                                  | Cuplu                                      | 0–100 km/h (0-62 mph) (secunde) | Viteză maximă (km/h)                                                           | Consum (L/100 km)   | Emisii CO2 (g/100 km) |
| 1.1 FIRE 8V                   | 1996–2000       | 1108 cm³              | 40 kilowați (54 PS; 54 CP) la 5,500 rpm | 86 newton metrei (63 lbf·ft) la 3,250 rpm  | 15                              | 150 kilometres per hour (93 mph)                                               | 6.3                 | 150                   |
| 1.2 FIRE 8V                   | 1996–2000       | 1242 cm³              | 44 kilowați (60 PS; 59 CP) la 5,500 rpm | 98 newton metrei (72 lbf·ft) la 3,000 rpm  | 13.3 (13.5) (6-speed)           | 160 kilometres per hour (99 mph) (169 kilometres per hour (105 mph)) (6-speed) | 6.7 (6.6) (6-speed) | 158 (156) (6-speed)   |
| 1.4 Pratola Serra 12V         | 1996–1997       | 1370 cm³              | 59 kilowați (80 PS; 79 CP) la 6,000 rpm | 112 newton metrei (83 lbf·ft) la 4,000 rpm | 12.4                            | 170 kilometres per hour (106 mph)                                              | 7.8                 | 185                   |
| 1.2 FIRE 16V                  | 1997–2000       | 1242 cm³              | 63 kilowați (86 PS; 84 CP) la 6,000 rpm | 113 newton metrei (83 lbf·ft) la 4,500 rpm | 10.9                            | 177 kilometres per hour (110 mph)                                              | 6.6                 | 157                   |
| 1.2 FIRE Elefantino Rosso 16V | 1997–2000       | 1242 cm³              | 63 kilowați (86 PS; 84 CP) la 6,000 rpm | 113 newton metrei (83 lbf·ft) la 4,500 rpm | 10.9                            | 177 kilometres per hour (110 mph)                                              | 7                   | 166                   |
| 1.2 FIRE 8V                   | 2001–2003       | 1242 cm³              | 44 kilowați (60 PS; 59 CP) la 5,000 rpm | 102 newton metrei (75 lbf·ft) la 2,500 rpm | 14.1                            | 158 kilometres per hour (98 mph)                                               | 5.7                 | 136                   |
| 1.2 FIRE 16V                  | 2001–2003       | 1242 cm³              | 59 kilowați (80 PS; 79 CP) la 5,000 rpm | 114 newton metrei (84 lbf·ft) la 4,000 rpm | 11.2                            | 174 kilometres per hour (108 mph)                                              | 6                   | 144                   |

### Versiuni

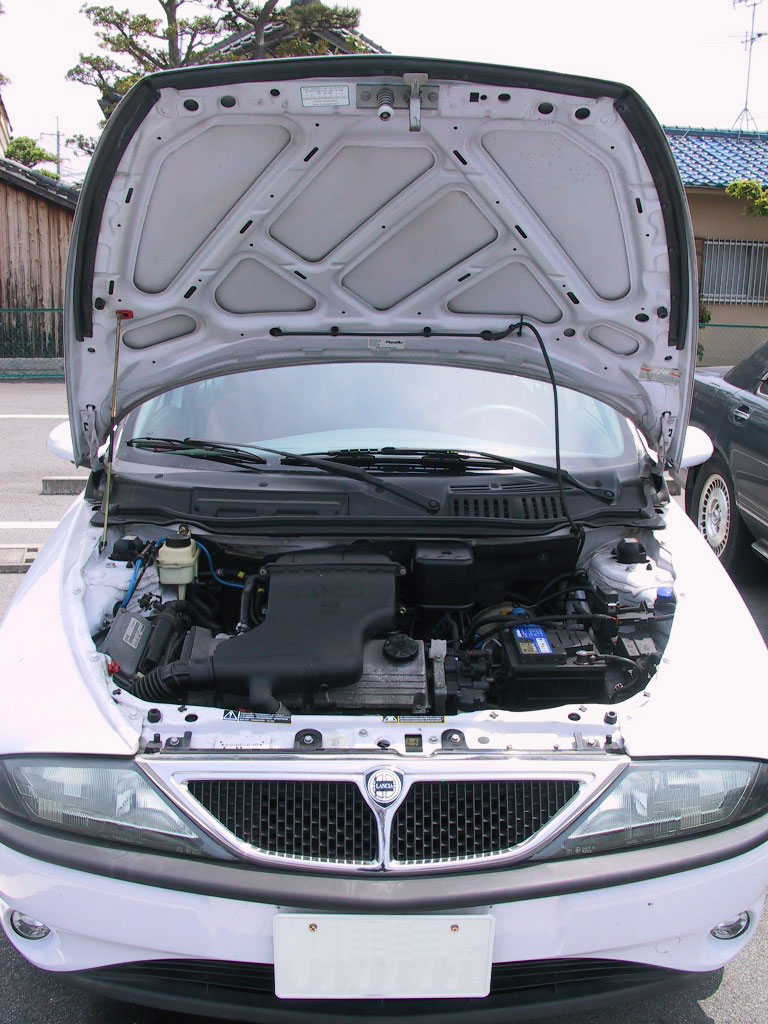
Lancia Y cu motor 1.4 12V

- Lancia Y LE (1996)
- Lancia Y LS (1996)
- Lancia Y LX (1996)
- Lancia Y Elefantino Blu (1997)
- Lancia Y Elefantino Rosso (1997)
- Lancia și Cosmopolitan (1998)
- Lancia și Marie Claire (2000)
- Lancia și DoDo (2001)
- Lancia și Vanitatea (2001)
- Lancia și Unica (2002)
- Lancia și Caprice

### Siguranță
Modelul Y a primit 2 stele la testul de impact Euro NCAP pentru protecția adulților și certificarea Euro NCAP de 2 stele pentru siguranța pietonilor.

## A doua generație (2003)

### 2003–2006
Lancia Ypsilon (Tip 843) introdusă în 2003 a fost concepută pentru a satisface nevoile unui public tânăr și, în timp, a găsit vânzări în special în rândul femeilor. A devenit mașina cea mai bine vândută din gama Lancia, cu o producție anuală de aproximativ 60.000 de unități. Inițial a fost asamblată la uzina Fiat din Melfi. În iunie 2005, producția a fost mutată în Sicilia, la uzina din Termini Imerese, Palermo. Mașina folosește o caroserie cu trei uși, lungă de aproximativ 3,78 metri, cu un design inspirat de istorica Lancia Ardea.

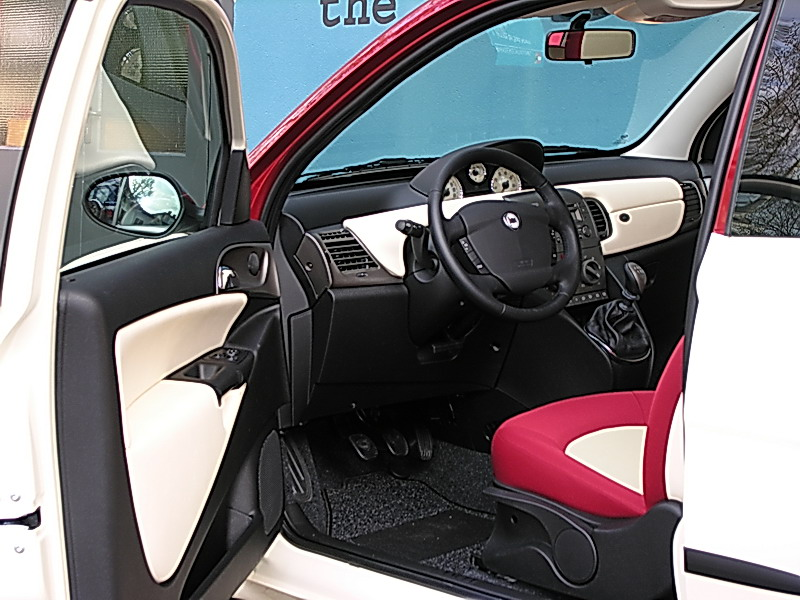
Ypsilon 2003, interior

Partea frontală este caracterizată de o grilă cromată cu lobi în partea superioară, iar iluminarea este plasată la capetele arcului frontal. Barele de protecție sunt caracterizate de prezența elementului longitudinal nevopsit, aplicat deasupra admisiei de aer la a cărei capete sunt amplasate proiectoarele de ceață. O nervură proeminentă se întinde de-a lungul lateralelor. Partea posterioară are stopuri orientate vertical, care culminează în bara de protecție și sunt integrate în aripi. Hayonul are o dimensiune redusă ce limitează vizibilitatea, și o bară cromată stă deasupra plăcuței de înmatriculare.
Mașina folosește o versiune cu ampatament scurtat a platformei B, debutată odată cu Fiat Punto (188) și adoptată și de Fiat Idea și Lancia Musa. Motorul este montat transversal în față, cu tracțiune față. Suspensiile independente față sunt de tip MacPherson cu bară stabilizatoare, cu brațe din oțel, în timp ce în spate există o suspensie semi-independentă cu bară de torsiune. Sistemul de frânare utilizează discuri ventilate în față, în timp ce tamburii clasici sunt disponibili în spate. Doar pentru versiunile Sport Momo Design, compania a pus la dispoziție sistemul de frânare cu patru discuri, cu o configurație și suspensie rigidizate. Toate versiunile includeau sistem ABS cu distribuție electronică a frânelor (EBD) și un sistem de servodirecție electrică care se rigidizează treptat, iar printre dotările opționale se număra controlul electronic al stabilității și tracțiunii.
Interiorul este acoperit cu inserții de plastic pe panourile ușilor, iar panoul de bord este acoperit cu material textil AIRtex, piele sau Alcantara, în funcție de model. Tapițeria în două tonuri și inserțiile de plastic imită aluminiul. Tapițeria este disponibilă în patru materiale diferite: „Glamour”, AIRtex, Alcantara și piele. Aceasta oferă un spațiu de depozitare mare în fața șoferului și a pasagerului.

### 2006–2010

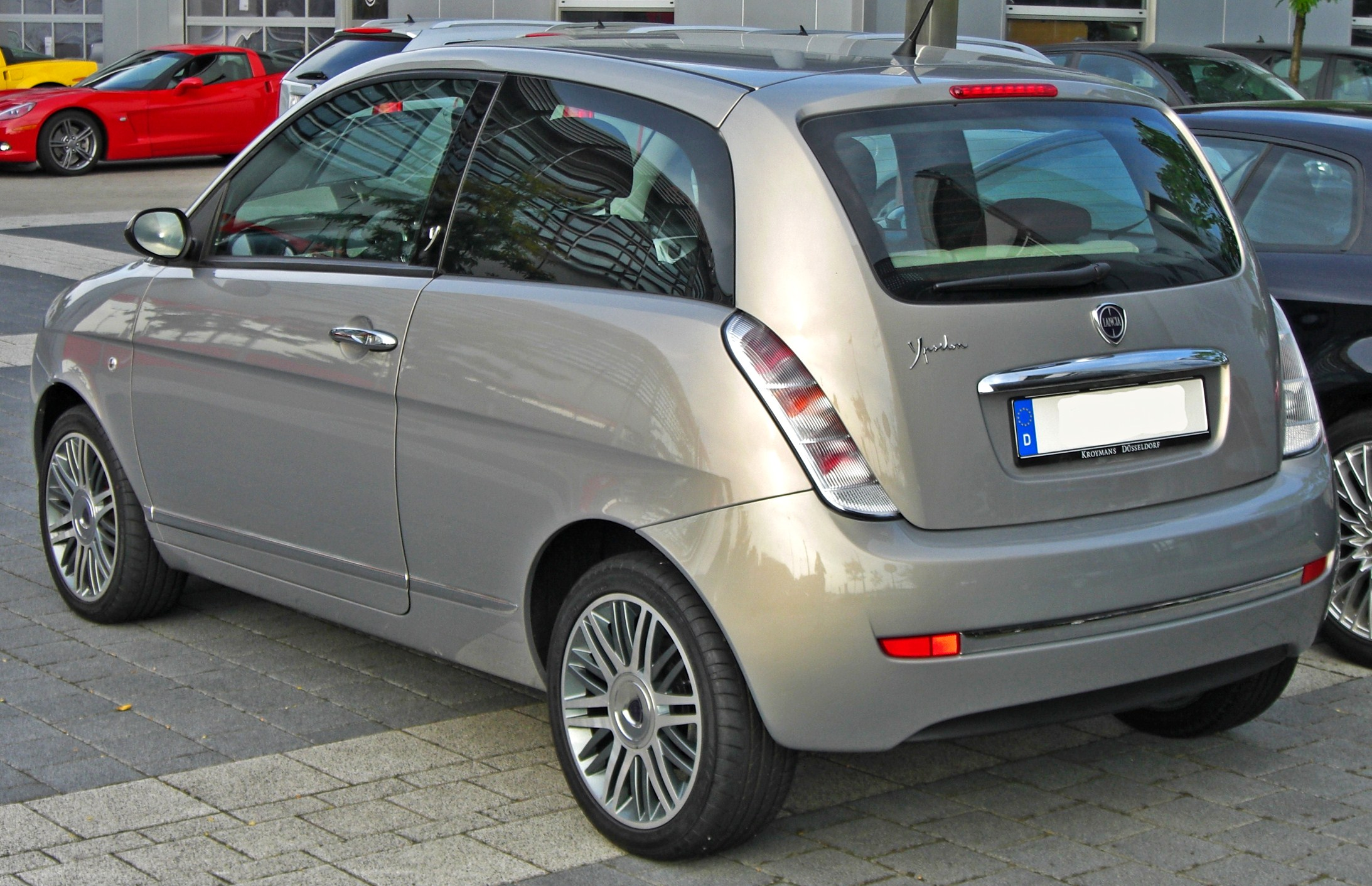
Ypsilon 2006 facelift, parte posterioară

În toamna anului 2006, Ypsilon a primit o retușare care a afectat motoarele și interiorul. Avea o grilă frontală nouă, bare de protecție mai rotunjite cu prize de aer mărite și blocuri optice spate cu efect de gheață. Existau cinci versiuni: Argento, Passion, Oro Bianco, Oro Giallo și Platino. Noile materiale pentru scaune au venit cu noi combinații de culori, iar tapițeria bordului era fie argintiu lăcuit, fie gri închis. Mașina avea un nou motor 1.3 Multijet 16v de 75, 90 sau 105 cai putere.
Noul Ypsilon putea fi echipat cu Control Electronic al Stabilității și sistem de menținere a suspensiei în pantă, contra cost, și are o aderență de 0,93 g, deși ruliul este accentuat datorită calibrării moi a suspensiei. Schimbătorul de viteze este în poziție ridicată, iar scaunele din spate sunt divizate și culisante, disponibile în două versiuni (3 sau 2 locuri). Modelul din 2008 a introdus un filtru de particule DPF ca dotare standard la toate motoarele diesel, cu excepția motorului diesel 1.3 Multijet de 105 cai putere, cu transmisie manuală automatizată DFN ( Dolce Far Niente ).

### 2010–2011
În 2010, oglinzile exterioare au crescut în dimensiuni și au apărut farurile închise la culoare. În 2011, Lancia a introdus versiunea finală numită Ypsilon Unyca.
Producția celei de-a doua generații a modelului Lancia Ypsilon s-a încheiat pe 23 noiembrie 2011, deoarece Grupul Fiat a închis fabrica din Termini Imerese, unde a fost asamblat modelul Ypsilon. A treia generație a modelului Lancia Ypsilon a fost produsă la Tychy, în Polonia.

### Ediție specială

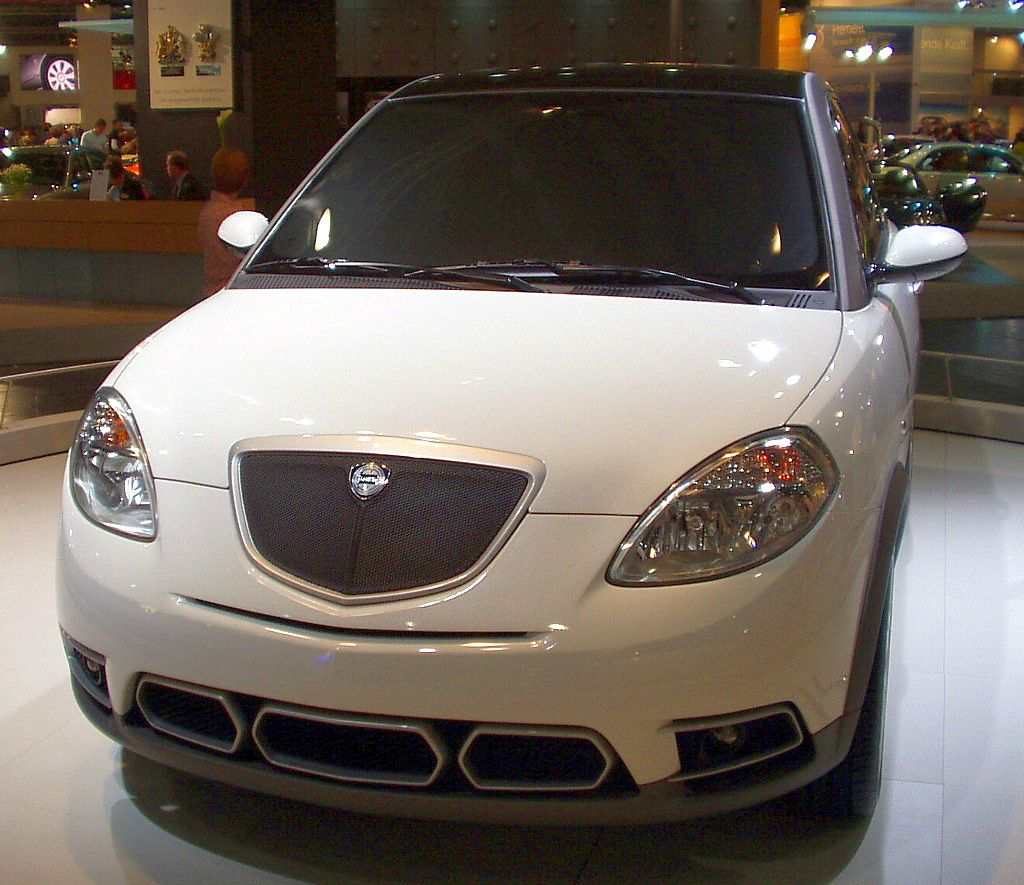
Lancia Ypsilon 2005 Sport Zagato

Ypsilon a fost produs în două versiuni de culoare a caroseriei (numite B-colore), care amintesc de tradiția Lancia. Cele mai bine vândute Ypsilon-uri au fost Passion, Momo Design și Sport Momo Design caracterizate prin dubla culoare a caroseriei, diferențiată între partea superioară (oglinzi laterale, acoperiș și hayon) și restul carenajului, precum și câteva detalii sportive (jante din aliaj, interior). Acesta derivă direct dintr-un concept numit Ypsilon Sport, prezentat la Salonul Auto de la Geneva în 2005 și dezvoltat în colaborare cu Centrul de Design Zagato.

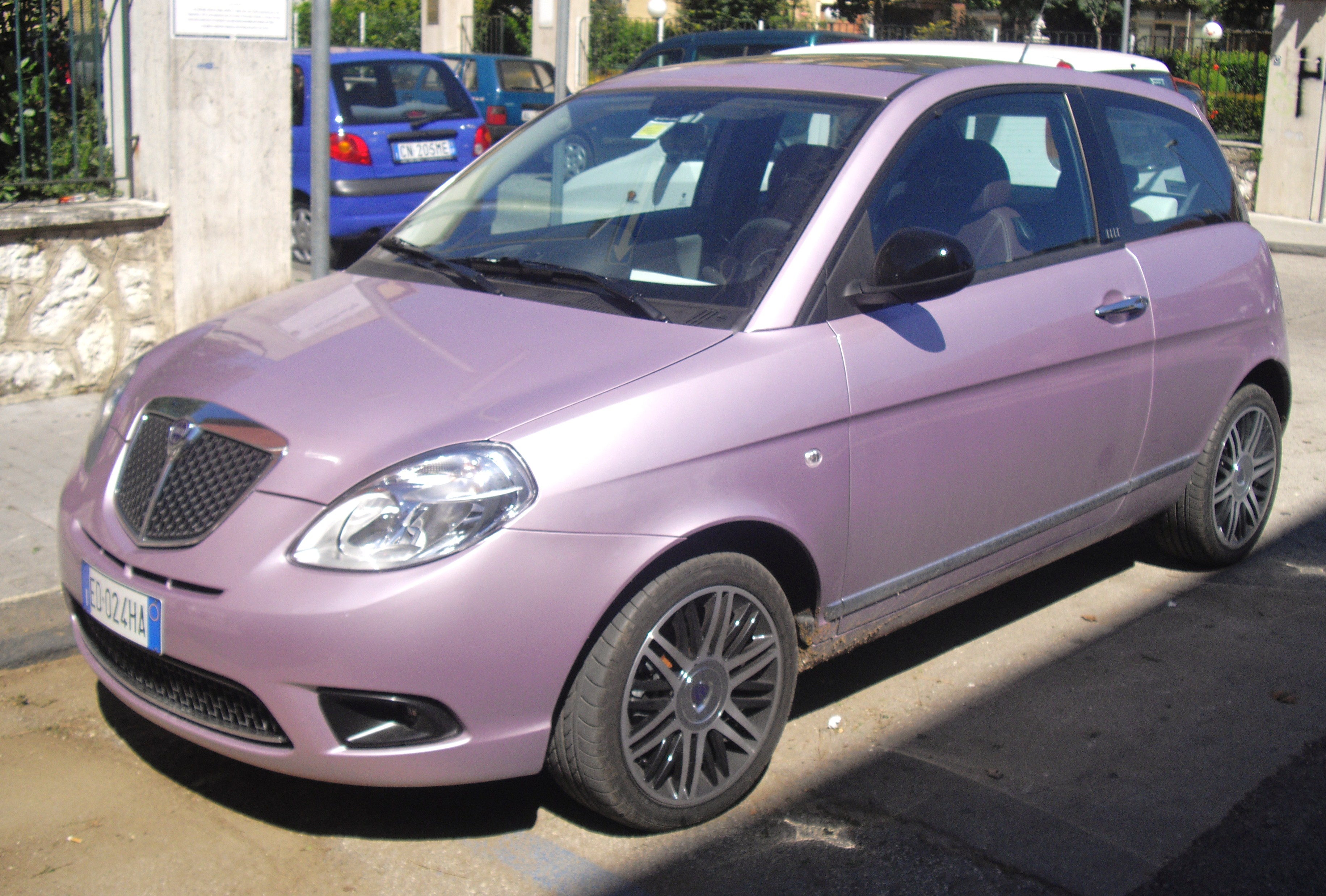
Lancia Ypsilon 2010 Elle

Începând cu 2009, Ypsilon Versus a fost o ediție limitată de doar 1.000 de exemplare, proiectată de Versace, cu caroserie Bronzino Bronze, interior și parte din spate dedicate și jante Sport închise la culoare de 16 inch.
În 2009 la Paris a fost prezentat conceptul sub numele de Ypsilon Elle, realizat în colaborare cu revista pentru femei. Elle a fost caracterizat de caroserie și ornamente interioare speciale de culoare roz.

### Motoare
Gama de motoare includea un motor 1.2 Fire cu patru cilindri, extins de la 60 CP la 69 CP în octombrie 2010. Versiunii 1.2 i s-a alăturat un motor cu 16 supape, 80 metric horsepower (59 kW; 79 CP), înlocuit în 2006 de un 1.4 Fire cu 8 supape 78 metric horsepower (57 kW; 77 CP). Motorul 1.4 a fost produs în versiunea de 95 CP cu 16 supape, în timp ce cel 78 metric horsepower (57 kW; 77 CP) 1.4 cu 8 supape a fost produs începând cu 2009 în versiunea EcoChic alimentată cu GPL sau benzină.
Motorul diesel 1.3 Multijet a fost produs între 2003 și 2006. Acesta a variat de la 70 metric horsepower (51 kW; 69 CP) până la 75 metric horsepower (55 kW; 74 CP). Ulterior a fost extins pentru a oferi 90 și 105. Multijet cu DPF a redus emisiile și consumul de combustibil.

#### Benzină
- 1.2 8V 60 metric horsepower (44 kW; 59 CP)
- 1.2 16V 80 metric horsepower (59 kW; 79 CP) (prima serie)
- 1.4 8V 78 metric horsepower (57 kW; 77 CP) (seria a 2-a)
- 1.4 16V 95 metric horsepower (70 kW; 94 CP)

#### Diesel
- 1.3 16V Multijet 69 metric horsepower (51 kW; 68 CP) (prima serie)
- 1.3 16V Multijet 75 metric horsepower (55 kW; 74 CP) – 90 metric horsepower (66 kW; 89 CP) (seria a 2-a), 105 metric horsepower (77 kW; 104 CP) (MomoDesign)

### Versiuni
- Lancia Ypsilon Argento (2003)
- Lancia Ypsilon Oro (2003)
- Lancia Ypsilon Platino (2003)
- Lancia Ypsilon Passion (2003)
- Lancia Ypsilon B-Colore (2004)
- Lancia Ypsilon Negru și Ivory (2004) (doar în Elveția)
- Lancia Ypsilon Glamour (2004) (doar în Elveția)
- Lancia Ypsilon MomoDesign (2005)
- Lancia Ypsilon Sport Zagato (2005) (prototip la Salonul Auto Internațional de la Geneva, niciodată în producție)
- Lancia Ypsilon Sport MomoDesign (2007)
- Lancia Ypsilon ModaMilano (2006 + 2008)
- Lancia Ypsilon Versus (2009)
- Lancia Ypsilon Elle (2010)
- Lancia Ypsilon Unyca (2011)
- Lancia Ypsilon Diva (2011) (doar în Italia)

## A treia generație (2011)
A treia generație a fost introdusă la Salonul Auto de la Geneva în 2011.
Primele desene ale modelului Tip 846 au fost dezvoltate la sfârșitul anului 2006 și începutul anului 2007 de către Centrul de Stil Lancia, condus de Alberto Dilillo, înainte de alianța Fiat/Chrysler. Modelul final a inclus doar câteva modificări față de original, în special la grila care amintește de stilul majorității modelelor Chrysler, cu lamele orizontale care înlocuiesc cei doi lobi cu lamele verticale. Din 2014, a fost singurul model disponibil în gama Lancia.
A treia serie de Ypsilon a adoptat o caroserie cu cinci uși, cu mânere ale ușilor spate încastrate în marginea posterioară a ușii.
A treia generație împarte platforma Fiat Mini cu Fiat 500 și Panda. Producția a fost mutată la uzina Fiat din Tychy, ajungând la 100.000 de unități pe an la capacitate maximă. Suspensia față a continuat cu amortizoare independente MacPherson în față și cu o bară de torsiune semi-independentă cu o bară stabilizatoare în spate.

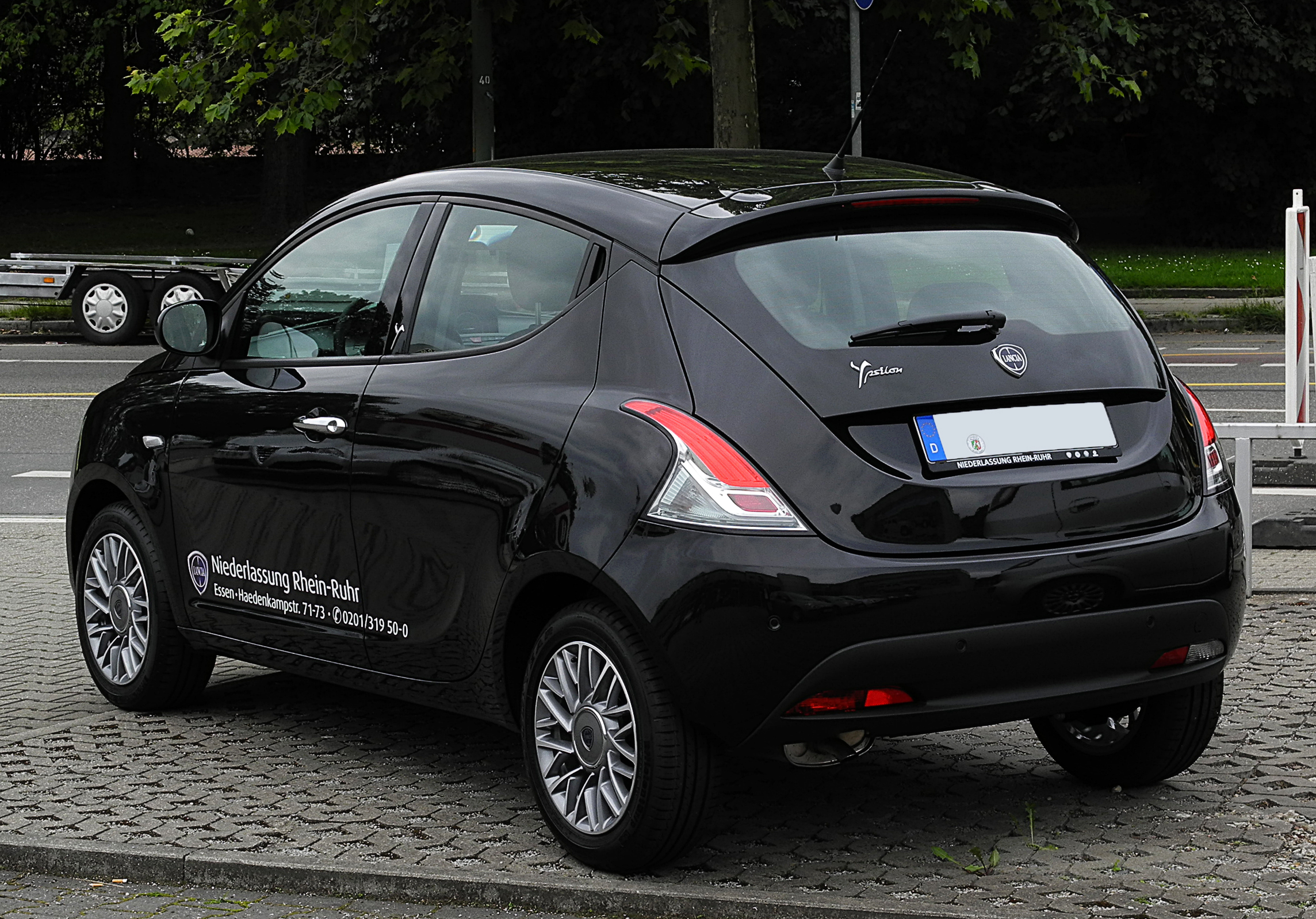
Lancia Ypsilon (Tip 846), partea posterioară

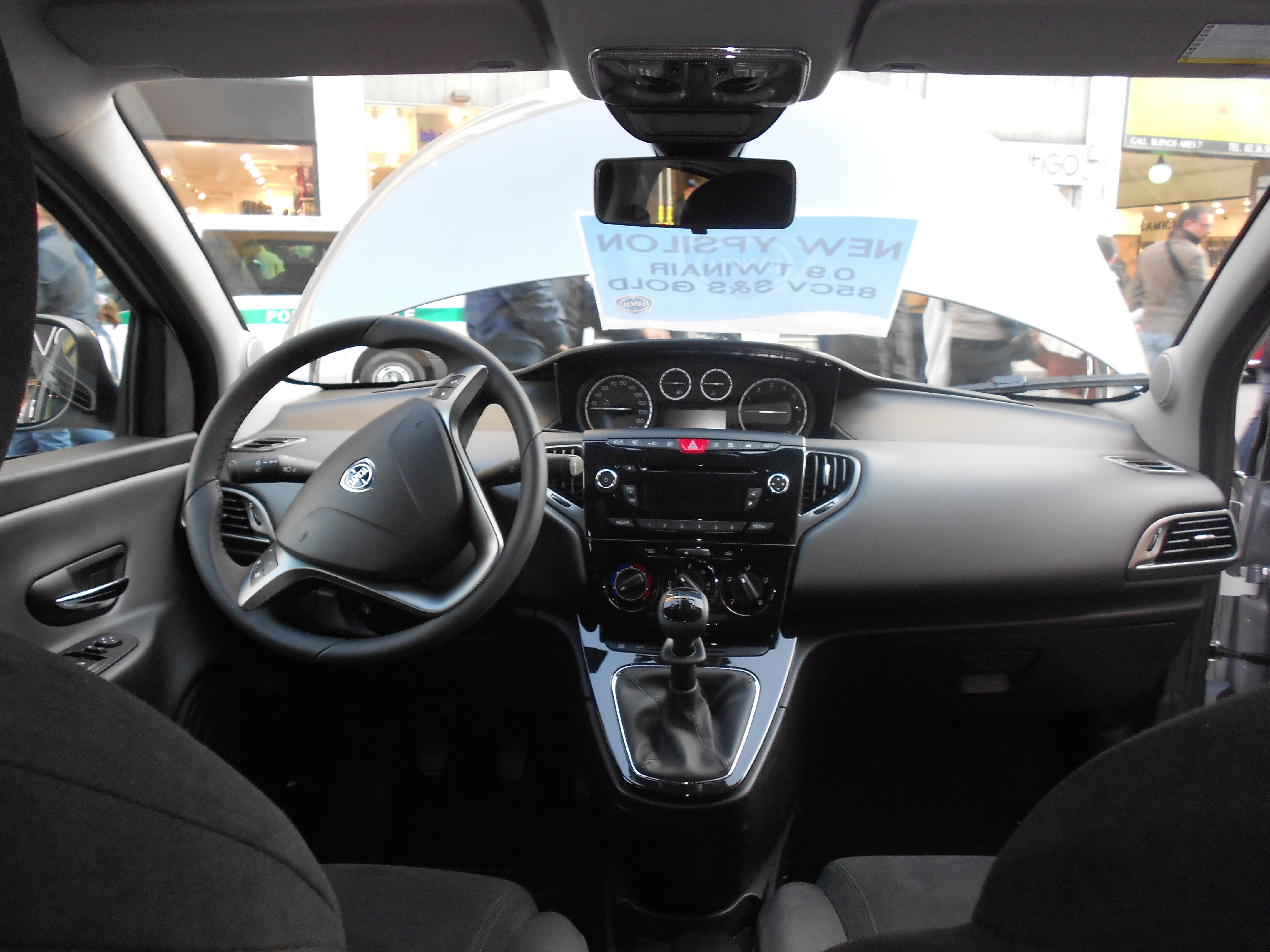
Lancia Ypsilon (Tip 846), interior

Ypsilon Tip 846 a beneficiat de o investiție de 500.000.000€ (150.000.0000 pentru dezvoltare, 40.000.000 pentru structura industrială și restul pentru producție). Caroseria avea 3,84 metri lungime și un ampatament de 2,39 metri. Cabina era omologată pentru 5 locuri. La lansare, au fost disponibile până la 600 de combinații de personalizare, cu 16 culori exterioare (inclusiv 4 versiuni bicolore).

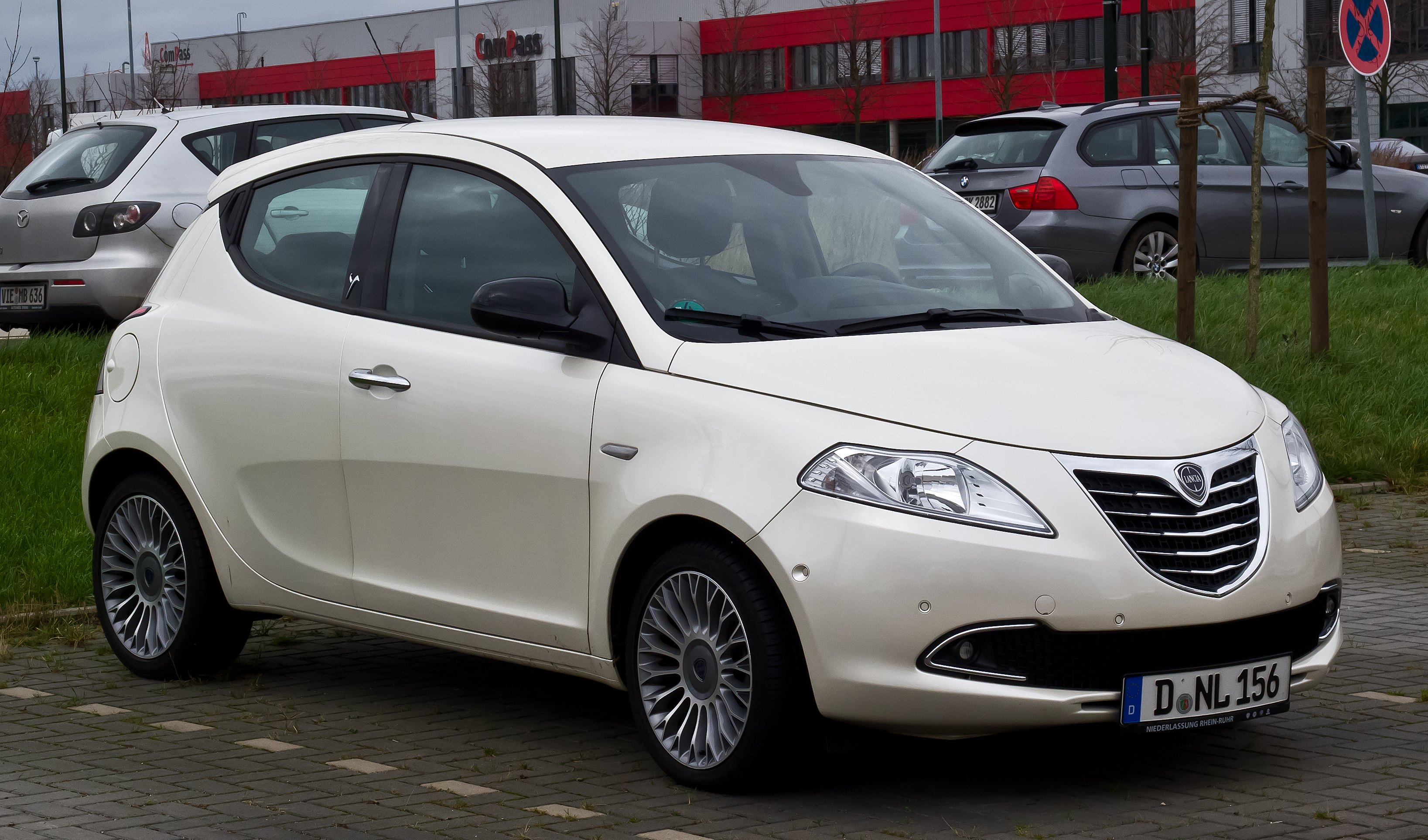
Lancia 2012 în Düsseldorf, Germania

Accesoriile includeau un sistem automat de parcare, comercializat sub numele de Magic Parking, faruri bi-xenon și stopuri LED, pe lângă sistemul automat Start & Stop disponibil.
Toate modelele erau echipate standard cu patru airbag-uri și control al stabilității și tracțiunii (ESP și ASR) cu sistem de menținere a suspensiei în pantă și ABS cu EBD.
Tipul 846 a inclus o variantă cu volan pe dreapta pentru Marea Britanie și Irlanda, unde a fost vândut sub numele de Chrysler Ypsilon. A fost vândut în Maroc și Israel prin rețeaua de dealeri Fiat. În 2012, a început să se vândă în Japonia sub marca Chrysler la dealerii japonezi Yanase Co., Ltd. Nu a fost exportat în SUA pentru a evita concurența cu Fiat 500, care era produs la uzina Chrysler din Toluca, Mexic.

### Ediții speciale

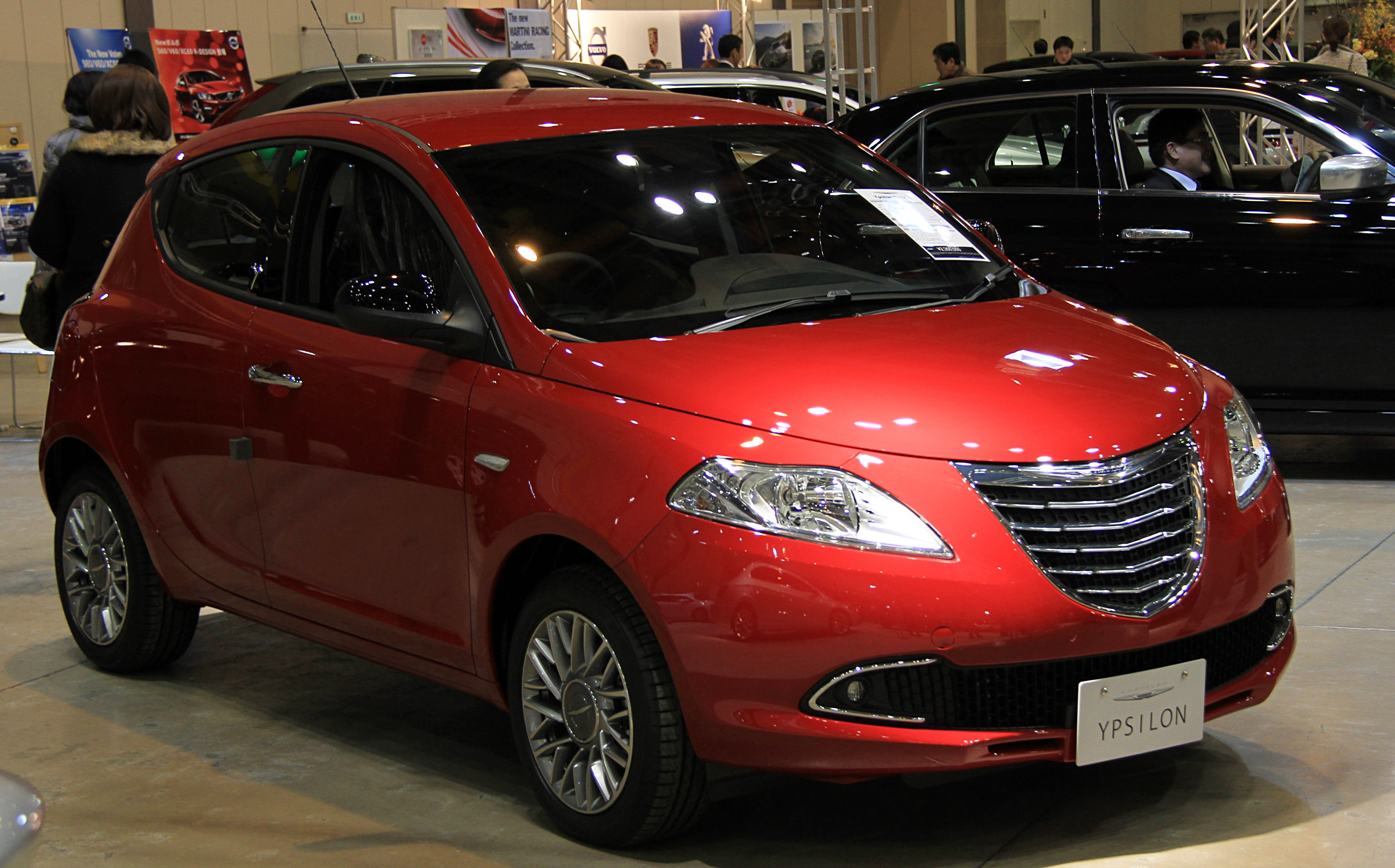
Chrysler Ypsilon în Japonia

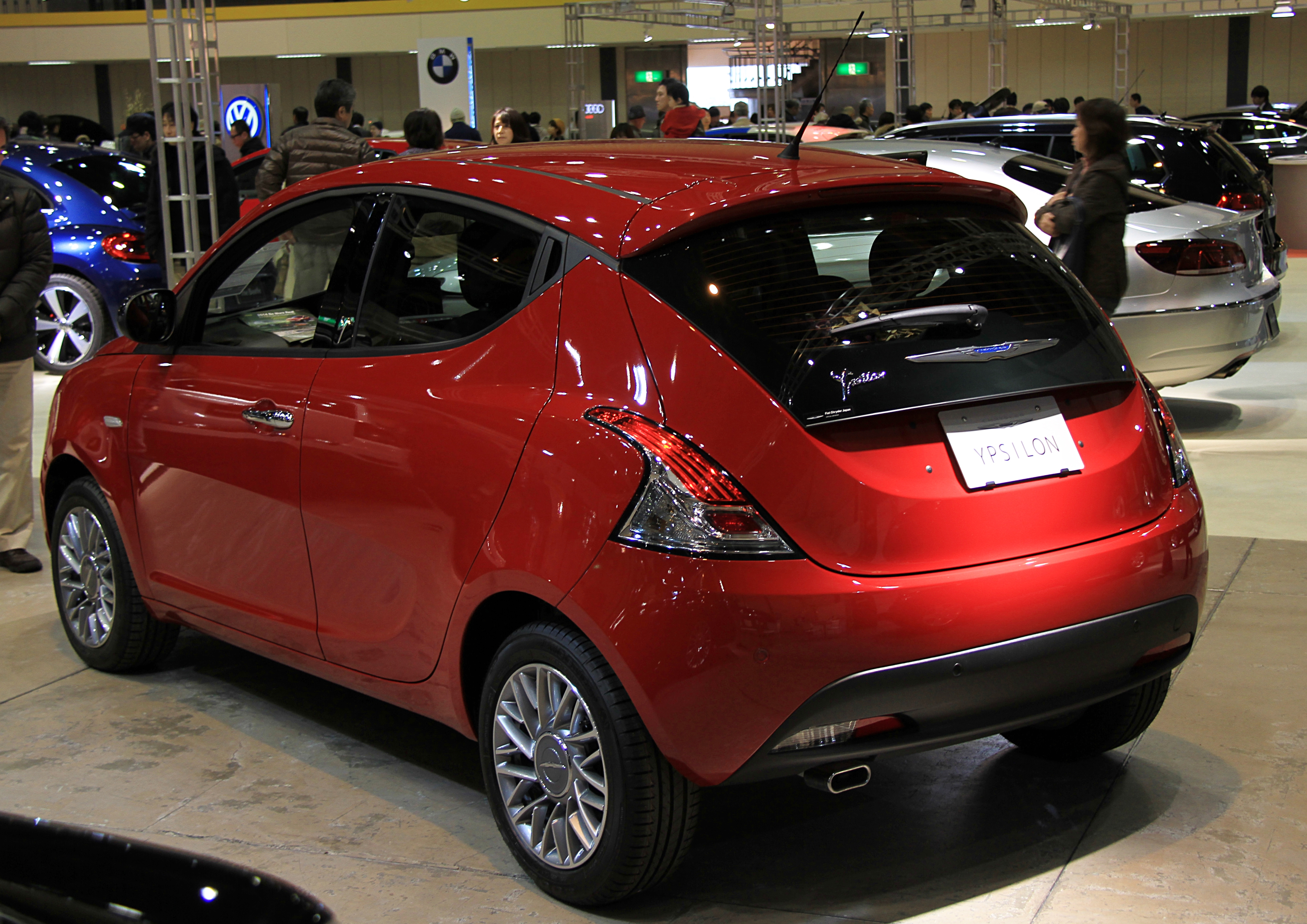
Chrysler Ypsilon în Japonia, partea posterioară

La Salonul Auto de la Frankfurt din 2011, Lancia a prezentat concept car-urile Ypsilon Diamond, care au anticipat lansarea unui model de lux. Modelul Diamond era vopsit în două tonuri, cu un strat superior numit „eco-chrome” care acoperea montanții, acoperișul, capota și oglinzile. Partea inferioară a caroseriei era vopsită în Chiffon Blanc (un alb strălucitor). Interiorul era complet căptușit cu piele și Alcantara, iar scaunele în două tonuri erau acoperite cu piele Galuchat neagră bronz. Tetierele aveau sigla Y. Exteriorul scaunelor, bordul și unele detalii ale ușilor erau acoperite cu piele Nubuck de culoare deschisă, iar schimbătorul de viteze era realizat din acrilic transparent pentru a obține efectul de diamant. Ypsilon Diamond a rămas doar un concept car.

### Motoare
Gama de motoare era formată din motorul pe benzină Fire de 1,2 litri cu opt supape, capabil de 69 metric horsepower (51 kW; 68 CP), deja prezent la versiunea anterioară și cuplat la o cutie de viteze manuală cu 5 trepte. O nouă opțiune era motorul bicilindru TwinAir de 0,9 L cu turbocompresor capabil de 85 metric horsepower (63 kW; 84 CP) cu Multiair. Motorul TwinAir de 0,9 L avea emisii de CO2 de 99 g/ în versiunea cu transmisie manuală cu 5 trepte, în timp ce versiunea cu transmisie automată cu 5 trepte DFN (Dolce Far Niente) are emisii de CO2 de până la 97 g/km. Ypsilonul TwinAir de 0,9 L declară un consum între 23,8 și 24,4 km/L. Motorul diesel era clasicul 1.3 L Multijet cu 16 supape 95 metric horsepower (70 kW; 94 CP) cu un DPF capabil să emită 99 g/km de CO2 și era cuplat la o transmisie manuală cu 5 trepte. Lancia Ypsilon 1.3 Multijet afirma un consum de 26,3 km/L.

#### Benzină
- 1.2 8V 69 metric horsepower (51 kW; 68 CP) (din 2011 până în august 2020)
- 1.2 8V GPL 69 metric horsepower (51 kW; 68 CP) (Gaz petrolier lichefiat + benzină, din iunie 2011 până în septembrie 2024)
- 0.9 TwinAir 85 metric horsepower (63 kW; 84 CP) (din 2011 până în august 2018)
- 0.9 TwinAir CNG 80 metric horsepower (59 kW; 79 CP) (Gaz natural comprimat + benzină, din ianuarie 2013 până în 2023)

#### Diesel
- 1.3 16V Multijet 95 metric horsepower (70 kW; 94 CP) (din 2011 până în august 2018)

#### Hibrid
- 1.0 12V GSE FireFly BSG 69 metric horsepower (51 kW; 68 CP) (din martie 2020 până în septembrie 2024)

### Facelift 2015

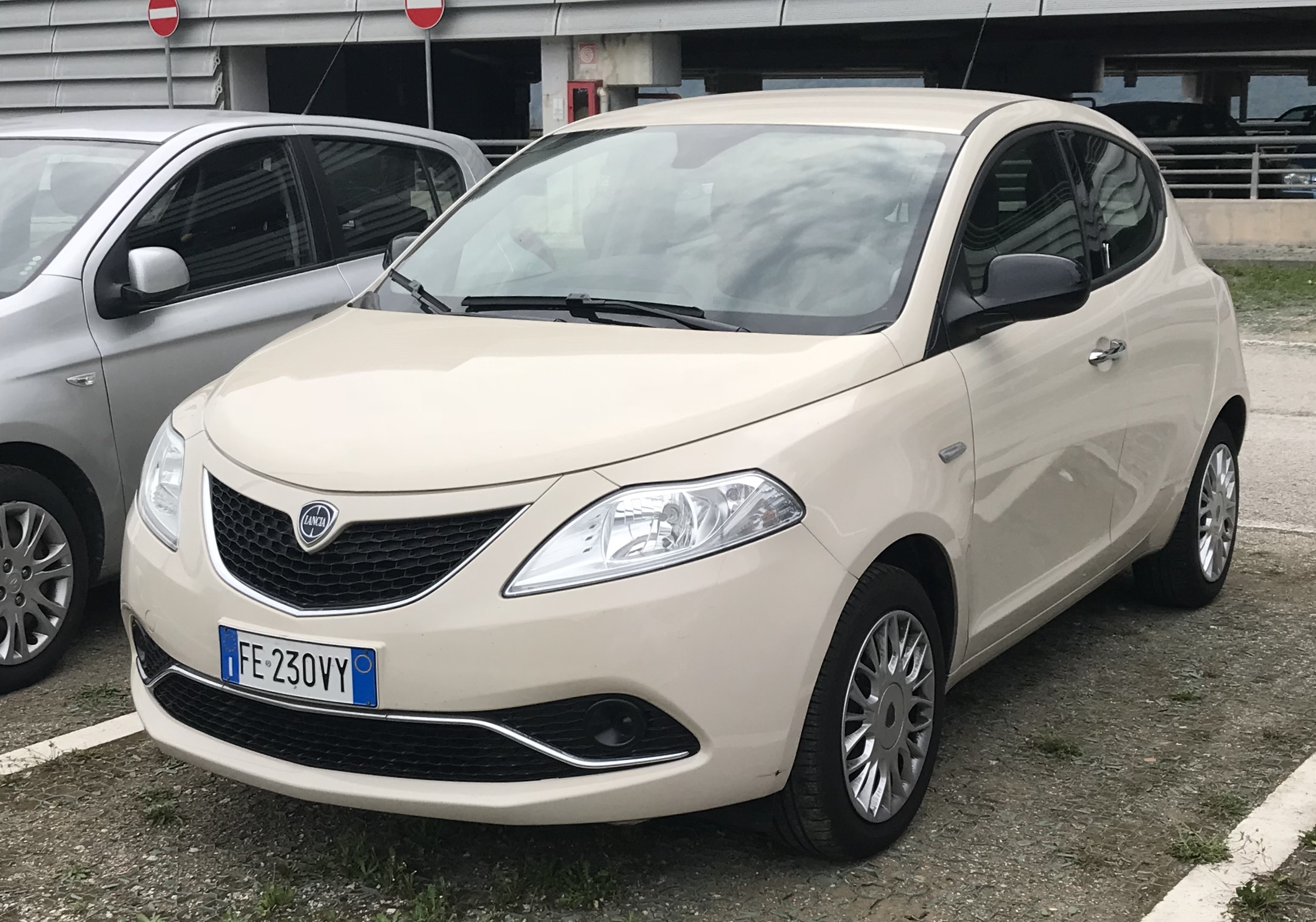
Lancia Ypsilon 1.2 facelift din 2018

Prezentat în premieră la Salonul Internațional de la Frankfurt, noul Ypsilon aducea o parte frontală reproiectată, cu o bară de protecție inferioară diferită și o grilă nouă, mai lată. Erau disponibile două culori noi: Blu di Blu, o nuanță clasică Lancia, și Ivory Chic. Toate motoarele îndeplineau standardele de emisii Euro 6, versiunile Ecochic fiind dotate cu GPL sau metan. În interior, debuta sistemul de infotainment UConnect cu ecran tactil LCD de 5 inci, în timp ce versiunile de bază introduceau un nou radio DAB. În septembrie 2018, motoarele au fost reomologate conform reglementărilor Euro 6D-Temp în noul ciclu WLTP. Motorul diesel 1.3 Multijet a ieșit din producție din cauza vânzărilor scăzute.

### Ypsilon EcoChic Hybrid
În martie 2020, Lancia introducea Ypsilon EcoChic Hybrid, propulsat de motorul pe benzină GSE FireFly de 1,0 litri, cu trei cilindri, cu o putere de 70 metric horsepower (51 kW; 69 CP), cuplat la un motor electric BSG (generator demaror integrat cu curea) de 12 volți.
Motorul electric de 3,6 kW (5cp) era alimentat de o baterie mică de litiu de 0,13 kWh, iar vehiculul reducea consumul de combustibil și emisiile cu până la 24% în comparație cu omologul său non-hibrid. Ypsilon Hybrid avea o nouă transmisie manuală cu 6 trepte și era omologat Euro 6D-Final.

### Toate versiunile
- Lancia Ypsilon Silver (2011)
- Lancia Ypsilon Gold (2011)
- Lancia Ypsilon Platinum (2011)
- Lancia Ypsilon Ecochic LPG (în Italia: Ecochic GPL) (2011)
- Lancia Ypsilon Negru și Roșu (2011)
- Lancia Ypsilon Negru și Gri (2011)
- Lancia Ypsilon Ecochic CNG (în Italia: Ecochic Metano) (2013)
- Lancia Ypsilon Elefantino (Pink Elefantino) (2013)
- Lancia Ypsilon S Momodesign (2013)
- Lancia Ypsilon Park în stil (2013)
- Lancia Ypsilon Elefantino (Lime, Cocos, Watermelon Elefantino) (2014)
- Lancia Ypsilon Elle (2014)
- Lancia Ypsilon a 30-a aniversare (2015)
- Lancia Ypsilon Mya (2016)
- Lancia Ypsilon Unyca (2017)
- Lancia Ypsilon Elefantino Blu (2018)
- Lancia Ypsilon Negru și Noir (2019)[28]
- Lancia Ypsilon Monogram (2019)
- Lancia Ypsilon Hybrid EcoChic Silver (2020)
- Lancia Ypsilon Hybrid EcoChic Gold (2020)
- Lancia Ypsilon Hybrid EcoChic Maryne (2020)
- Lancia Ypsilon Alberta Ferretti (2021)

### Siguranță
Ypsilon a primit 2 stele la testul de impact Euro NCAP din 2015. 

### Facelift 2021

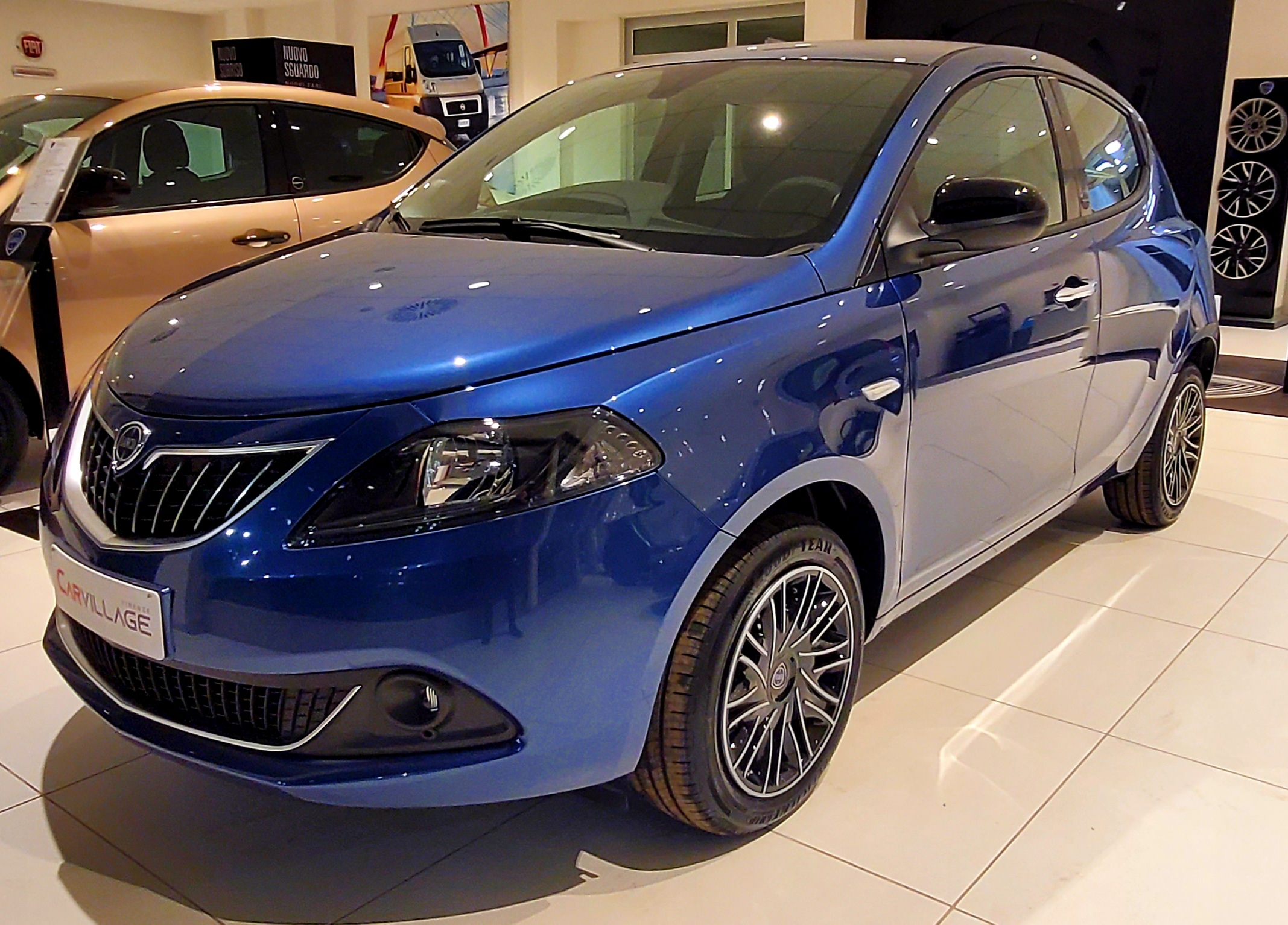
Lancia Ypsilon Blu Elegante (al doilea facelift)

În 2021, Stellantis a echipat mașina cu o grilă cu benzi verticale, conform tradiției Lancia, și faruri modernizate cu noi lumini de zi. De asemenea, s-a anunțat că producătorul va fi considerat acum un producător de mașini premium și va face parte din grupul premium Stellantis, care împarte piese cu DS Automobiles și Alfa Romeo.

## A patra generație (2024)
A patra generație a Ypsilon este primul model nou produs de Lancia din 2011 și primul model electric oferit de brand. A fost dezvăluit într-o serie de imagini pe 2 februarie 2024, detaliile fiind publicate pe 14 februarie 2024 la sediul central Lancia din Milano. Se bazează pe platforma CMP / eCMP, având în comun multe componente cu Peugeot 208 II și Opel Corsa F.
Ypsilon este primul vehicul de serie Lancia care adoptă limbajul de design Pu+Ra („Pu+Ra” este o combinație între „pur” și „radical”) și noul logo al mărcii, ambele fiind prezentate în avanpremieră pe concept car-ul Pu+Ra HPE în 2023. Ypsilon prezintă o versiune iluminată a grilei frontale istorice cu trei raze luminoase, faruri și stopuri rotunde, ambele cu motivul literei Y, o insignă Lancia pe montantul C și insigna Ypsilon pe hayon, cu caractere scrise de mână inspirate de modelele istorice Lancia. Modelele cu combustie se disting de modelele electrice prin patru prize de răcire suplimentare pe partea frontală (care sunt obturate la modelul electric) și o țeavă de eșapament pe difuzorul spate.
Ypsilon este primul model Lancia care debutează cu sistemul de infotainment SALA (Sound Air Light Augmentation) cu asistent virtual. Are o masă tavolino multifuncțională cu o încărcător wireless pentru telefon și este singura mașină din segmentul său echipată cu pachetul de siguranță pentru conducere autonomă de nivel 2.
A patra generație a modelului Ypsilon marchează expansiunea mărcii Lancia în Europa. Marca a fost reintrodusă în Belgia, Olanda, Franța și Spania în 2024, urmată de Germania în 2025. Aceste țări au fost alese ținând cont de popularitatea produselor italiene și de popularitatea vehiculelor din segmentul B.

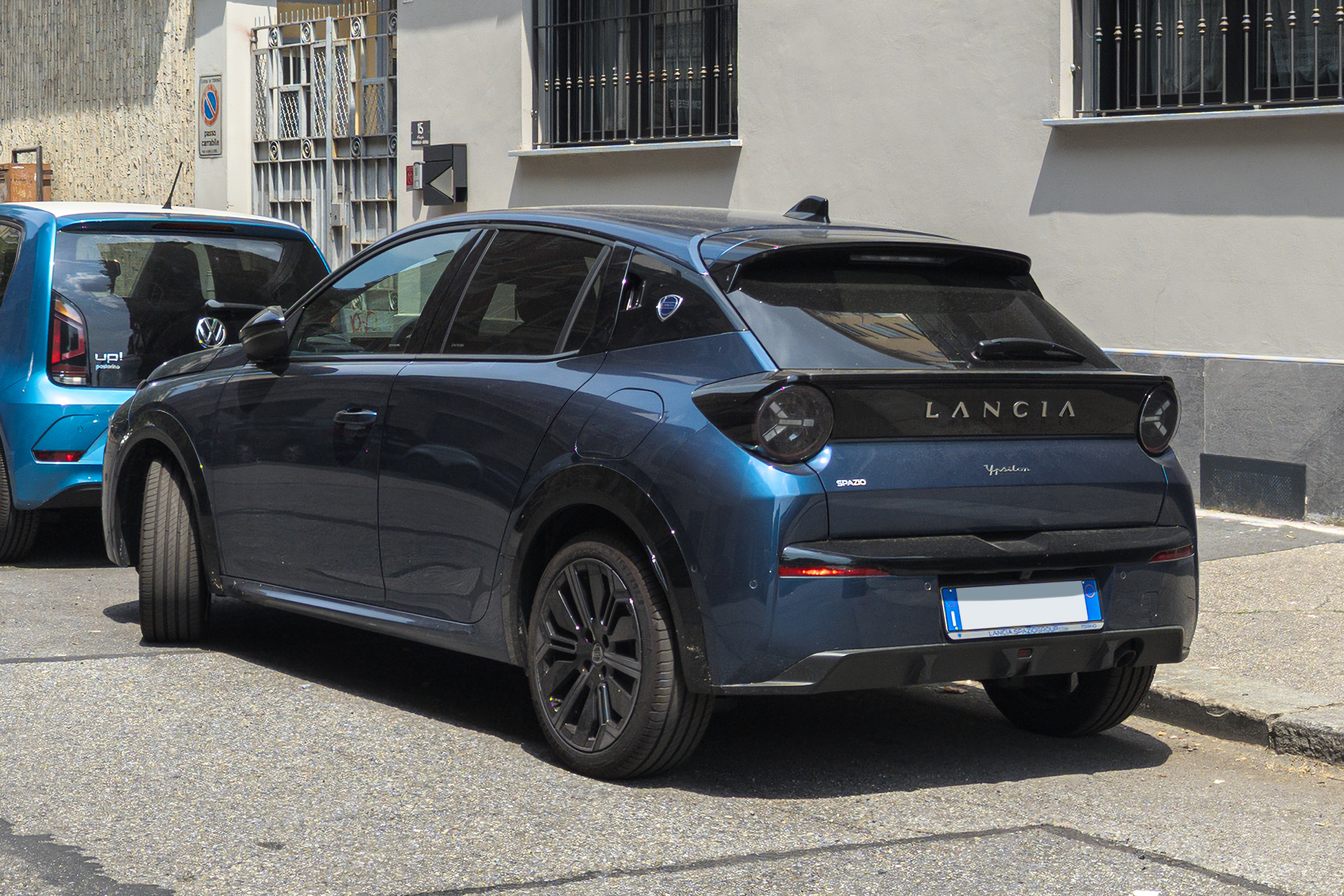
Partea posterioară
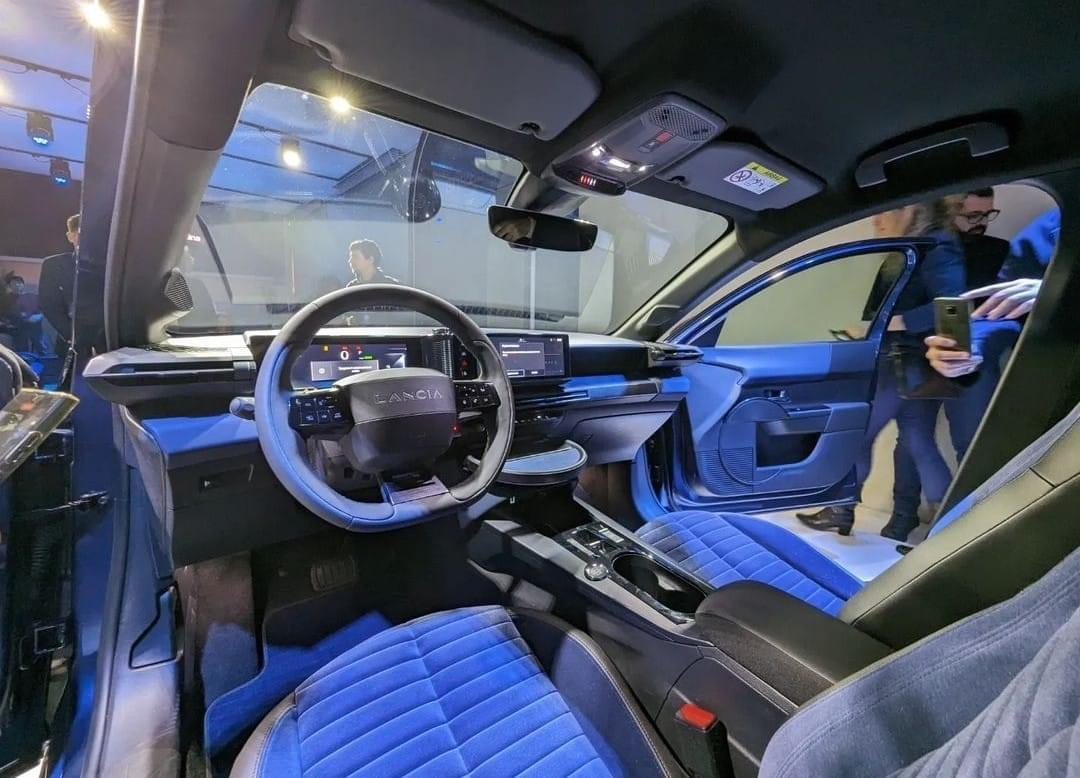
Interior

### Ypsilon Edizione Limitata Cassina
Lancia Ypsilon Edizione Limitata Cassina este o versiune în producție limitată a modelului Ypsilon, dezvoltată în colaborare între Lancia și producătorul italian de mobilă de lux Cassina SpA. Producția modelului a fost limitată la 1.906 unități, cantitatea făcând referire la înființarea Lancia în 1906.

### Ypsilon HF
În mai 2024, a fost dezvăluit Ypsilon HF (HF înseamnă „High Fidelity”), o versiune de înaltă performanță a modelului Ypsilon obișnuit. Modelul HF are un motor electric montat în față care produce 240 metric horsepower (177 kW; 237 CP), o suspensie mai joasă, o ecartament mai lărgit și un design exterior mai sportiv. Lansarea pe piață este programată să înceapă în mai 2025.

### Raliul 4 HF
Pe 27 mai 2024, această nouă versiune a cursei din campionatul Rally4 a fost dezvăluită publicului. În timpul prezentării, Carlos Tavares, CEO-ul Stellantis, a vorbit despre revenirea Lancia la competițiile de raliu, în special în WRC. Cu toate acestea, Tavares a exclus în prezent crearea unei echipe oficiale, lăsând inițiativa echipelor private. O operațiune de marketing și relansare a mărcii, dar cu o investiție limitată, deoarece echipele private vor profita și ele de componentele și experiența de lucru acumulată pentru Peugeot 208 Rally4 și Opel Corsa Rally4. Livrea amintește de celebrele culori Martini Racing, în timp ce brandingul HF este evidențiat pe toată livrea mașinii. Această versiune va fi propulsată de un motor turbo cu trei cilindri de 1,2 litri, cu 212... CP.
Începând cu iulie 2024, primele teste ale modelului Ypsilon HF Rally4 au avut loc în sudul Franței, mai exact în Mazamet, în Occitania. Mașina a fost testată pe asfalt de Andrea Crugnola și pe pământ de Leo Rossel. Pe 16 iulie 2024, dublu campion mondial la raliuri Lancia, Miki Biasion, a efectuat și el un test special cu mașina. Pe 17 iulie 2024, Lancia l-a numit pe Eugenio Franzetti în funcția de director al Lancia Corse HF. Pe 23 septembrie 2024, Carlos Tavares, CEO-ul Stellantis, a testat noua Lancia Ypsilon Rally4 HF pe pista Balocco.

### Campionatul Italian Rally 2025 – Trofeo Lancia Rally
În 2025, Ypsilon Rally 4 HF marchează revenirea mărcii Lancia în Campionatul Italian de Raliuri și va acorda Trofeul Lancia Rally, care va permite câștigătorului să participe cu echipa oficială Lancia Corse HF la Campionatul European de Raliuri din 2026 cu Ypsilon Rally 4 HF. Trofeul Lancia Rally este alcătuit din 6 curse din cadrul campionatului italian, cu trei categorii: Junior (până la 25 de ani), Master (de la 25 la 35 de ani), Expert (peste 35 de ani), iar câștigătorul primește un premiu de 300.000 de euro. Lancia a anunțat oficial că Sparco va fi partenerul său tehnic atât pentru echipamentele pentru piloți, cât și pentru mașini.
- 1. 8–11 mai 2025 - Targa Florio (Coeficient 1,5)[51]
- 2. 30–31 mai 2025 - Raliul Due Valli
- 3. 4–5 iulie 2025 - Raliul Roma Capitale – Etapa 1[52]
- 4. 6 iulie 2025 - Raliul Roma Capitale – Etapa 2
- 5. 13–14 septembrie 2025 - Raliul Lazio
- 6. 17–18 octombrie 2025 - Raliul Sanremo (Coeff.1.5)[53]

### Rally2 HF
Mașina va debuta la Raliul Italia Sardinia din 2026, în cadrul Campionatului Mondial de Raliuri-2 (WRC2). Această versiune va fi propulsată de un motor turbo de 1,6 litri. Începând cu noiembrie 2024, două Lancia Ypsilon HF Rally2 sunt în curs de dezvoltare.